# Los Navalucillos
Los Navalucillos è un comune spagnolo di 2 357 abitanti situato nella comunità autonoma di Castiglia-La Mancia.